# Ghostbusters II (videojuego de computadora)
Ghostbusters II es un juego de acción de 1989 basado en la película del mismo nombre. Fue distribuido por Activision para varias plataformas informáticas. El estudio británico Foursfield desarrolló una versión para Commodore 64, Amiga, Atari ST, Amstrad CPC y ZX Spectrum, que también fue adaptada al MSX por New Frontier. Cuenta con tres niveles basados en escenas de la película. Dynamix desarrolló una versión independiente para DOS, también basada en la película. Las versiones que no son para DOS fueron elogiadas por los gráficos y el audio, pero criticadas por los largos tiempos de carga, el intercambio de discos y el nivel final. Las versiones para DOS, Commodore 64 y Amiga fueron las únicas versiones lanzadas en Norteamérica.

## Jugabilidad
Ghostbusters II sigue la trama de la película, en la que el espíritu de Vigo el Cárpato pretende entrar al mundo de la Tierra y apoderarse de él, habitando el cuerpo de Oscar Barrett, el hijo pequeño de Dana Barrett. El jugador controla al equipo de los Cazafantasmas mientras intentan detener a Vigo.
La versión de DOS del juego comienza con los Cazafantasmas luchando contra los fantasmas de los hermanos Scoleri en un tribunal, como en la película. Posteriormente, el jugador puede optar por realizar varias actividades, que incluyen la caza de fantasmas para ganar dinero. Se pueden jugar tres lugares plagados de fantasmas: Central Park, Northrones Department Store y los muelles. En cada lugar, el jugador podrá dispararle a los fantasmas hasta que sean atrapados. El jugador deberá evitar las bolas de baba y las bolas de fuego lanzadas por los fantasmas. El jugador también podrá recolectar muestras de baba de un túnel de tren subterráneo abandonado evitando a los fantasmas Slimer en el proceso. Luego, la baba recolectada se prueba con el uso de un reproductor de CD. La baba se coloca en un vaso de precipitados y el jugador selecciona una canción del reproductor de CD; hay nueve canciones disponibles para elegir, y el jugador debe seleccionar tres canciones calmantes para estabilizar la baba. Si el jugador elige incorrectamente, la baba explotará fuera del vaso y el jugador deberá regresar a la estación de tren para recuperar más. Si el jugador pierde un trabajo de Cazafantasmas o el desafío de la baba, entonces el Cazafantasmas del jugador será enviado al pabellón psiquiátrico de Parkview. Como uno de los otros Cazafantasmas, el jugador podrá elegir rescatar al personaje institucionalizado del pabellón. El jugador debe ganar $55,000 para tomar el control de la Estatua de la Libertad, que se usa para llegar a un museo de arte donde los Cazafantasmas lucharán contra Vigo.
Las otras versiones para computadora (Commodore 64, Amiga, Atari ST, Amstrad CPC, ZX Spectrum y MSX) presentan tres niveles distintos basados en escenas de la película. En el primer nivel, Ray Stantz es bajado a un túnel del metro para recolectar baba, mientras usa tres armas diferentes para disuadir a varios espíritus. El jugador se balanceará hacia adelante y hacia atrás mientras desciende por el túnel para recolectar baba. El jugador tiene un medidor de coraje que se agota si los fantasmas atacan al personaje del jugador, asustándolo. Se perderá una vida si el medidor se agota por completo. El segundo nivel es un juego de disparos de desplazamiento lateral en el que la Estatua de la Libertad camina por Broadway en Nueva York. El jugador usará la antorcha encendida de la estatua para disparar bolas de fuego a los fantasmas que se acerquen, convirtiéndolos en baba. El jugador también controlará a los peatones que recuperarán la baba para mantener la antorcha encendida. El tercer nivel se ve desde una vista isométrica y comienza con los Cazafantasmas tratando de deslizarse de manera segura por una cuerda para aterrizar dentro del museo de arte. Luego, el jugador alterna entre los cuatro Cazafantasmas mientras rescatan a Oscar y derrotan a Vigo.

## Desarrollo y lanzamiento
La versión para DOS, diseñada por Doug Barnett y desarrollada por Dynamix, incluye pistas de voz digitalizadas e imágenes de la película, mientras que las otras versiones, desarrolladas por Foursfield, incluyen solo las imágenes.[4][5] La versión para Amiga está dividida en tres discos diferentes, mientras que la versión para Atari ST fue lanzada como un juego de cuatro discos; esto requiere que el jugador intercambie los discos en ciertos puntos para poder avanzar en el juego. Los gemelos Oliver programaron las versiones para Amstrad CPC y ZX Spectrum. La versión para MSX fue un port de la versión para ZX Spectrum y solo se lanzó en España como Cazafantasmas II, que fue desarrollada por New Frontier y distribuida por MCM Software S.A. En los Estados Unidos, Activision planeó lanzar las versiones para DOS, Commodore 64 y Amiga en octubre de 1989. En el Reino Unido, el juego se lanzó a principios de diciembre de 1989. Las versiones para Amiga y ZX Spectrum recibieron un relanzamiento económico a fines de 1991 distribuido por The Hit Squad.

## Recepción
David Wilson de Computer Gaming World escribió una reseña mixta de la versión para DOS. Wilson elogió los gráficos, el nivel de la Estatua de la Libertad y las pistas de voz digitalizadas, y dijo que el juego estaba «bien diseñado y era fácil de aprender». Sin embargo, Wilson escribió: «Dado que el juego se puede jugar en menos de una hora y los jugadores probablemente lo jugarán, al menos, quince veces antes de dominarlo, algunos pueden sentir que esto es menos que una ganga».

### Versiones que no son para DOS
Las otras versiones para computadora del juego fueron generalmente elogiadas por sus gráficos y su audio, incluyendo el uso de la canción «Ghostbusters». El nivel final fue criticado, particularmente por ser anticlimático, y por la dificultad de aterrizar a los personajes en el museo. Los críticos también criticaron los largos tiempos de carga y la necesidad de cambiar entre varios discos.
Paul Glancey de Computer and Video Games lo consideró superior a la película y elogió la jugabilidad, afirmando que los niveles hicieron un buen uso de las secuencias de acción de la película. Amstrad Action también lo consideró mejor que la película, y escribió que los «buenos gráficos inmediatamente distinguen a este juego» de los juegos típicos con licencia cinematográfica, afirmando, «Captura una calidad caricaturesca que logra transmitir los aspectos cómicos de la película de manera excelente». The Games Machine afirmó que el juego «es bastante adictivo y logra capturar la atmósfera de la película».
Commodore Format elogió la jugabilidad, mientras que Mark Mainwood de Commodore User elogió el juego como un buen complemento de la película y afirmó que atraería a casi cualquier persona. Andy Smith de Amiga Format calificó el juego como una «buena traducción de la película y un sucesor digno» del videojuego original Ghostbusters (1984). Sinclair User también lo consideró una buena adaptación de la película. Brian Nesbitt de ACE escribió que el juego «no logra tener éxito como una conversión de película ni como un juego por derecho propio». Your Sinclair criticó la jugabilidad como repetitiva y afirmó que los niveles se sienten demasiado distintos entre sí sin «ninguna sensación real de progreso». Mark Higham de ST Format consideró que la jugabilidad era tediosa y peor que el juego original de Ghostbusters.
Writers for Zero criticó la jugabilidad en su revisión de las versiones de Amiga y Atari ST, mientras que Zzap!64 criticó la jugabilidad y los gráficos de la versión de C64. Amiga Computing escribió que, si bien el juego «es indudablemente un festín audiovisual, hay poco juego en él que sea divertido de jugar». Amiga User International afirmó que ninguno de los niveles era particularmente adictivo y opinó que el juego «ofrece una relación calidad-precio bastante pobre» considerando que la «única motivación del jugador es ver la siguiente etapa». Los críticos de Amiga Action criticaron el número mínimo de niveles.
En 1991, Amiga Power calificó al juego como una «vergüenza» y escribió: «Casi todo lo que se podía hacer en Ghostbusters II requería un cambio de disco -incluso morir en el primer nivel- y la relación entre el tiempo de juego y el tiempo dedicado a jugar con discos era tan ridícula que algunas personas pensaron que les habían vendido una versión demo por error». Al año siguiente, Stuart Campbell de Amiga Power reseñó el relanzamiento y criticó la jugabilidad como «poco convincente y sin inspiración». Games-X también reseñó el relanzamiento y calificó al juego como una «conversión cinematográfica bastante impresionante».